# Daniel Mendes
Daniel Freire Mendes, né le 18 janvier 1981 à São Paulo, est un ancien footballeur brésilien qui évoluait au poste d'attaquant.

## Carrière

### Arrivée en Suède
Mendes est recruté à 22 ans en 2003 avec son compatriote, Dudù, sous forme de prêt par Kalmar FF, alors en Superettan (2e division). Auteur d'une saison exceptionnelle ponctuée par 14 buts, il est l'un des grands acteurs de la montée du club en Allsvenskan (1re division). Fort de ce succès, son club souhaite alors le prolonger mais le brésilien choisi de s'expatrier vers une nouvelle destination, la Corée du Sud.

### Retour en Suède
De retour en Suède après 2 saisons, il est d'abord recruté pendant l'hiver 2006 par le Degerfors IF où il montre très vite qu'il n'a rien perdu de ses qualités de buteurs. Auteur de 10 buts en une demi-saison, il suscite la convoitise de l'AIK Solna, tout juste remonté en Allsvenskan. Le plus souvent remplaçant, il se fait malgré tout remarqué en marquant très régulièrement, malgré un temps de jeu famélique, gagnant au passage le surnom de "super sub' en auprès des supporters de l'AIK. 
En 2009, il retourne au Kalmar FF où il offre, pour son premier match, la victoire à son club en Super Coupe face à l'IFK Göteborg (1-0).

## Type de jeu
Mendes aime jouer dans la profondeur où il peut mettre en avant sa vitesse. Il possède également un grand sens du but et marque souvent dans la surface de réparation.

## Palmarès
- Kalmar FF
  - Vainqueur de la Supercoupe de Suède en 2009

## Dictions personnelles
- But le plus rapide de tous les temps du championnat de Suède : 6.4 secondes. Le 16 mai 2010, alors qu'Helsingborgs IF est à l'engagement, il parvient à ouvrir le score après seulement 6 secondes de jeu face au club de Fredriksskans IP. Le match se termine sur le score de 1 à 0, alors que Mendes est, pour sa part, été expulsé à la 27e minute.